# Charlotte von Ahlefeld
Charlotte Sophie Luise Wilhelmine von Ahlefeld née Charlotte von Seebach le 6 décembre 1781 à Stedten et morte le 27 juillet 1849 à Teplitz (royaume de Bohême) est une romancière allemande.

## Biographie
Von Ahlefeld est née à Stedten, près d'Erfurt, dans une famille noble de Hanovre. Elle commence à écrire à un jeune âge et  son premier roman parait en 1797, attirant la bienveillance  de Goethe.  
Elle épouse Johann Rudolph von Ahlefeldt (de), un propriétaire terrien du duché de Schleswig, le 21 mai 1798.   
En 1799, elle publie son deuxième roman, Maria Müller, qui est un énorme succès auprès du public. Elle publie plus de 30 romans et histoires courtes et un volume de poèmes, la plupart sous des pseudonymes, comme c'était courant pour les auteurs féminins à l'époque. Elle écrit ses romans dans le style du roman classique ou du roman familial rationaliste. Les conflits d'amour sont souvent déplacés vers «l'âge des chevaliers» et se terminent par le «renoncement».  
De février à août 1803, elle correspond passionnément avec le sculpteur Friedrich Tieck. En 1807, elle se sépare de son mari «à cause de son infidélité et de sa violence» et vit dans le duché de Schleswig en tant qu'écrivain jusqu'en 1821. Elle déménage alors à Weimar pour se rapprocher de Goethe et de Charlotte von Stein. La sœur de von Ahlefeld, Amalia, est la belle-fille de von Stein. Elle se lie d'amitié avec Sophie Mereau. Elle correspond avec Clemens Brentano.  
Sa période d'écriture se termine en 1832 avec son roman Der Stab der Pflicht (le baton du devoir). Elle est seule jusqu'à la fin de sa vie, mais correspond avec ses éditeurs et amis.  
En 1846, elle s'installe dans la ville thermale de Teplitz en royaume de Bohême en raison d'une santé déclinante. Le 25 novembre 1848, son mari meurt dans sa propriété de Sehestedt, laissant derrière lui une fortune considérable. Elle meurt à Teplitz en 1849 et est enterrée à Prague.   
Elle écrit certains de ses romans sous son nom de plume, Elise Selbig, et compose de la poésie sous le nom de Natalia.

## Hommage
Un mémorial lui est érigé à Teplitz.  

## Œuvres
Principaux romans:
- Liebe und Trennung (1797)
- Maria Müller (1799)
- Erna (1820)
- Felicitas (1826)
- Der Stab der Pflicht  (1832)